# Hartliella
Hartliella é um género de plantas com flores pertencentes à família Linderniaceae.
A sua distribuição nativa é o sul do Congo.
Espécies:
- Hartliella bampsii (Eb.Fisch.) Eb.Fisch.
- Hartliella capitata (Eb.Fisch.) Eb.Fisch.
- Hartliella cupricola Eb.Fisch.
- Hartliella suffruticosa (Lisowski & Mielcarek) Eb.Fisch.